# USCGC Stratton (WMSL-752)
USCGC Stratton (WMSL-752) — третій куттер типу «Ледженд» берегової охорони США. Призначений для забезпечення національної безпеки, охорони територіальних вод, захисту рибальських промислів і навколишнього середовища, проведення пошуково-рятувальних операцій, надання допомоги потерпілим.

## Назва
Судно стало першим куттером берегової охорони, яке отримало  назву на честь жінки. Куттер «Stratton» названий на честь капітана берегової охорони  Дороті К. Страттон (1899 - 2006), яка була директором SPARS, жіночого загону берегової охорони США під час Другої світової війни.

## Будівництво

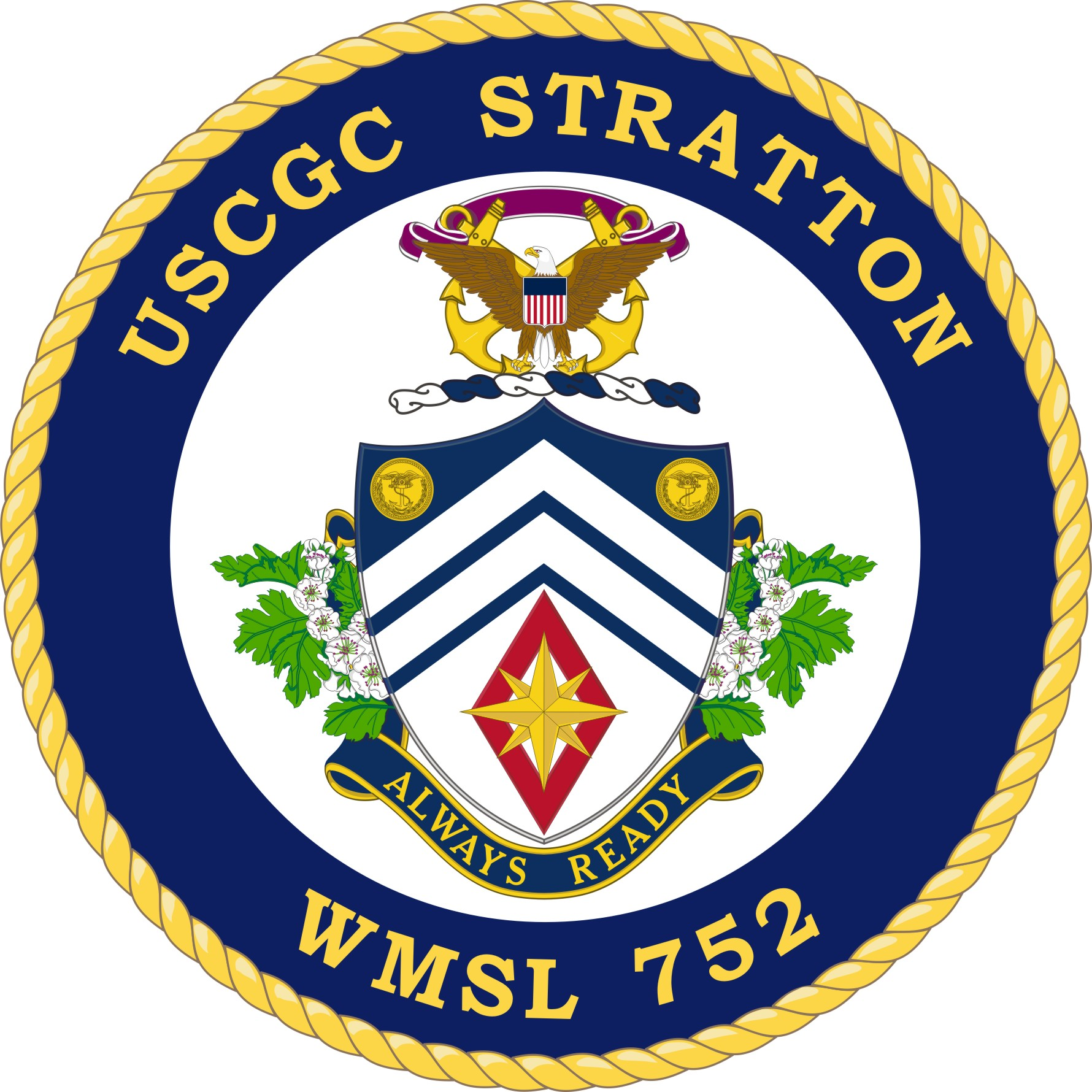
Емблема корабля

9 серпня 2007 року корабельня Northrop Grumman Corporation (Паскагула, штат Міссісіпі) отримала контракт на будівництво третього катера класу «Legend». Вартість контракту склала 285,5 млн доларів США. Будівництво було початок в 2008 році. Закладка кіля відбулася 20 липня 2009 року. Хрещеною матір'ю катера стала Перша леді США Мішель Обама (Michelle Obama). 23 липня 2010 року відбулася церемонія хрещення, на якій були присутні 3000 гостей. Перша леді США Мішель Обама провела церемонію хрещення. На 30 листопада 2010 року готовність катери склала 65%. 1 липня 2011 року успішно завершив триденні ходові випробування, які проходили в Мексиканській затоці. 12 серпня 2011 завершив приймально-здавальні ходові випробування, які протягом двох днів проводились в Мексиканській затоці. 2 вересня 2011 року Берегова охорона США прийняла доставку куттера.
19 грудня 2011 року зіткнувся зі пірсом в Сан-Франциско, в результаті чого було завдано збитків на тисячі доларів США. 31 березня 2012 року було введено в експлуатацію. Портом приписки стала Аламіда, штат Каліфорнія. На церемонії була присутня Перша леді Мішель Обама.

## Служба
У квітні 2012 року екіпаж виявив чотири отвори в корпусі, і корабель був відправлений в сухий док, для проведення ремонту.
18 липня 2015 року куттер перехопив напівзатоплений вантаж, завантажений приблизно 16000 фунтів кокаїну. Екіпаж зміг вивантажити понад 12000 фунтів на загальну суму 181 мільйон доларів до того, як корабель затонув.  За оцінками, це найбільший подібне вилучення наркотиків у своєму роді.
5 квітня 2018 року повернувся до порт приписки Аламіда, штат Каліфорнія, після завершення 60-денного розгортання в східній частині Тихого океану і в Беринговому морі.
13 червня 2019 року  вирушив у західнотихоокеанський патруль на підтримку Індо-Тихоокеанського командування США, де куттер діяв під тактичним контролем командування Сьомого флоту США. 22 листопада 2019 року повернувся в порт приписки Аламіда, штат Каліфорнія, під час 162-денного патрулювання куттер відвідав порти  Фіджі, Австралії, Індонезії, Малайзії та Філіппін.